# Emeric Tauss Torday
Emeric Tauss Torday (Budapest, 1897. április 7. – Párizs, 1987. január 27.) magyar származású festő.

## Élete és munkássága
Emeric Tauss Torday Tausz Torday Imre néven Budapesten született, ahol képzőművészeti tanulmányait is kezdte. Első jelentős mestere László Fülöp Elek volt.
1934-től egészen az 1987-ben bekövetkezett haláláig Párizsban élt és alkotott. A festői munkássága mellett egy ideig a Sorbonne-on is dolgozott adjunktusként. 1955-ben Spanyolországba utazott, ahol számos jelentős portrét és tájképet készített.